# Gle Seulawah Inong
Gle Seulawah Inong är ett berg i Indonesien.   Det ligger i provinsen Aceh, i den västra delen av landet, 1 800 km nordväst om huvudstaden Jakarta. Toppen på Gle Seulawah Inong är 731 meter över havet.
Terrängen runt Gle Seulawah Inong är huvudsakligen kuperad. Runt Gle Seulawah Inong är det tätbefolkat, med 297 invånare per kvadratkilometer. Trakten runt Gle Seulawah Inong består till största delen av jordbruksmark.